# District du Val-de-Ruz
Le district du Val-de-Ruz est un ancien district suisse, situé dans le canton de Neuchâtel. Il compte deux communes.
Il se présente en une vallée formée par deux montagnes forestières qui culminent à la Vue des Alpes. Cette vallée se trouve en plein au milieu du trajet reliant les villes de Neuchâtel et de La Chaux-de-Fonds.
C'est la région d'origine du skieur suisse Didier Cuche, champion du monde de descente en 2006 et 2007, et de l'acteur Jean-François Balmer notamment.

## Histoire
Dans le cadre de la réforme des institutions cantonales adoptée par référendum le 24 septembre 2017, et l'instauration d'une circonscription électorale unique, le district est supprimé le 1er janvier 2018 ; son rôle de découpage statistique est repris par la région Val-de-Ruz, établie sur le même périmètre,,.

## Communes
Voici la liste des communes qui composaient le district avec, pour chacune d'entre elles, sa population.
| Nom        | N° OFS | Population (décembre 2022) |
| ---------- | ------ | -------------------------- |
| Valangin   | 6485   | +000507,                   |
| Val-de-Ruz | 6487   | +017 410,                  |
| Total      | Total  | +017 411,                  |

## Anciennes communes
Jusqu'au 31 décembre 2012, le district était composé des communes suivantes :
| Nom de la commune         | Population (31.12.2009) | Superficie en ha |
| ------------------------- | ----------------------- | ---------------- |
| Boudevilliers             | 789                     | 1 257            |
| Cernier                   | 2 200                   | 911              |
| Chézard-Saint-Martin      | 1 768                   | 1 305            |
| Coffrane                  | 663                     | 649              |
| Dombresson                | 1 605                   | 1 277            |
| Engollon                  | 103                     | 262              |
| Fenin-Vilars-Saules       | 793                     | 648              |
| Fontainemelon             | 1 584                   | 245              |
| Fontaines (NE)            | 1 124                   | 1 014            |
| Le Pâquier (NE)           | 215                     | 958              |
| Les Geneveys-sur-Coffrane | 1 506                   | 786              |
| Les Hauts-Geneveys        | 822                     | 795              |
| Montmollin                | 541                     | 406              |
| Savagnier                 | 1 196                   | 853              |
| Valangin                  | 458                     | 377              |
| Villiers                  | 442                     | 1 059            |
| Total                     | 15 771                  | 12 802           |